# 納合椿年
纳合椿年（？—1157年），原名乌野。女真族，纳合氏。金朝将领，完颜亮时参知政事。
纳合椿年幼入西京（今山西省大同市）学馆，学习女真字。金太宗天会年间，以女真字学生选送京师上京（今黑龙江省阿城区白城），师事教授耶鲁。学业完成，补尚书省令史，官至殿中侍御史，改任监察御史。金熙宗时，完颜亮为相，推荐他为右司员外郎，参与编定新制。金熙宗皇统九年（1149年），完颜亮即位，很赏识纳合椿年之才，任为谏议大夫。改任秘书监，修起居注，授世袭猛安，为翰林学士兼御史中丞。贞元元年（1153年），为都点检，赐名“椿年”。曾荐大理丞纥石烈娄室，因为举荐属实，受完颜亮称赞。贞元三年（1155年），拜参知政事。因侵占西南路官田八百顷，受时人讥讽。正隆二年（1157年）去世，追封谭国公，谥号忠辩。

## 延伸阅读
[在维基数据编辑]
 《金史·卷83》，出自脱脱《遼史》